# Кан-Хой-Читам I

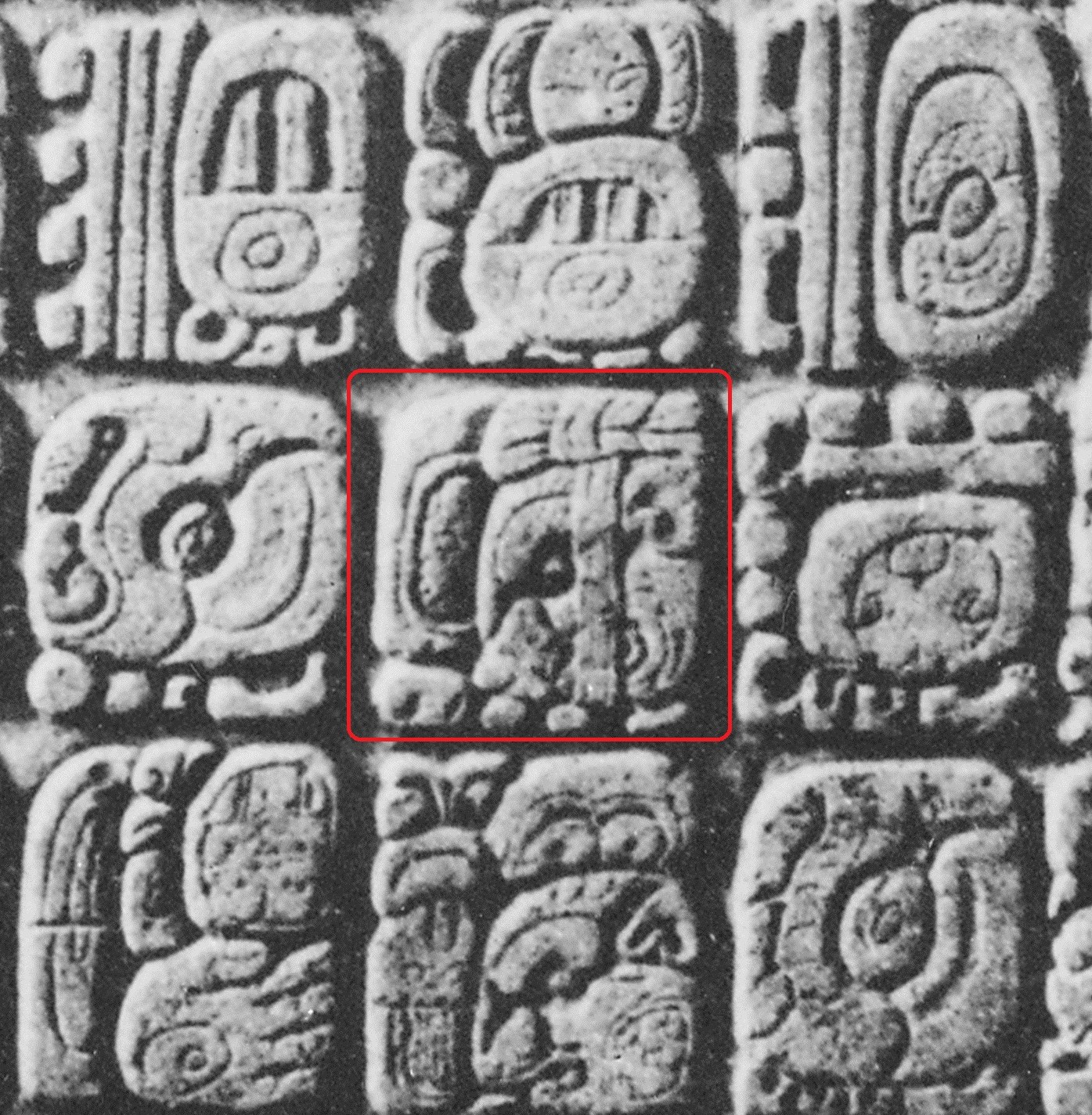
Глиф Кан-Хой-Читама I в Храме Креста

Кан-Хой-Читам I (майя kʼan-na-joy-chitam-ma «Драгоценный/жёлтый связанный пекари»; 3 мая 490 — 6 февраля 565) — правитель Баакульского царства со столицей в Лакам-Ха (Паленке) с 6 февраля 529 по 6 февраля 565 года.

## Биография
Кан-Хой-Читам I является преемником Акуль-Мо-Наба I, воцарившись 6 февраля 529 года в возрасте 38 лет, закончив междуцарствие, которое длилось около 4 лет.
14 ноября 496 года, когда ему было 6 лет, он участвовал на церемонии в Токтане, где он был назначен наследником престола.
Основные биографические данные:
- Родился: 9.2.15.3.8 12 Lamat 6 Wo (3 мая 490).
- Воцарился: 9.4.14.10.4 5 Kʼan 12 Kʼayab (6 февраля 529).
- Умер: 9.6.11.0.16 7 Kib 4 Kʼayab (6 февраля 565)[комментарий 1].

Кан-Хой-Читам I умер 6 февраля 565 года, его преемник Акуль-Мо-Наб II воцарился спустя 85 дней 2 мая 565 года.

### Комментарии
1. ↑  Эти даты указаны на Мезоамериканском календаре долгого счёта.

## Внешние ссылки
- «Los gobernantes dinásticos de Palenque» (недоступная ссылка) Архивировано 13 апреля 2012 года.
- «K'an Joy Chitam I»